# Мезоглея

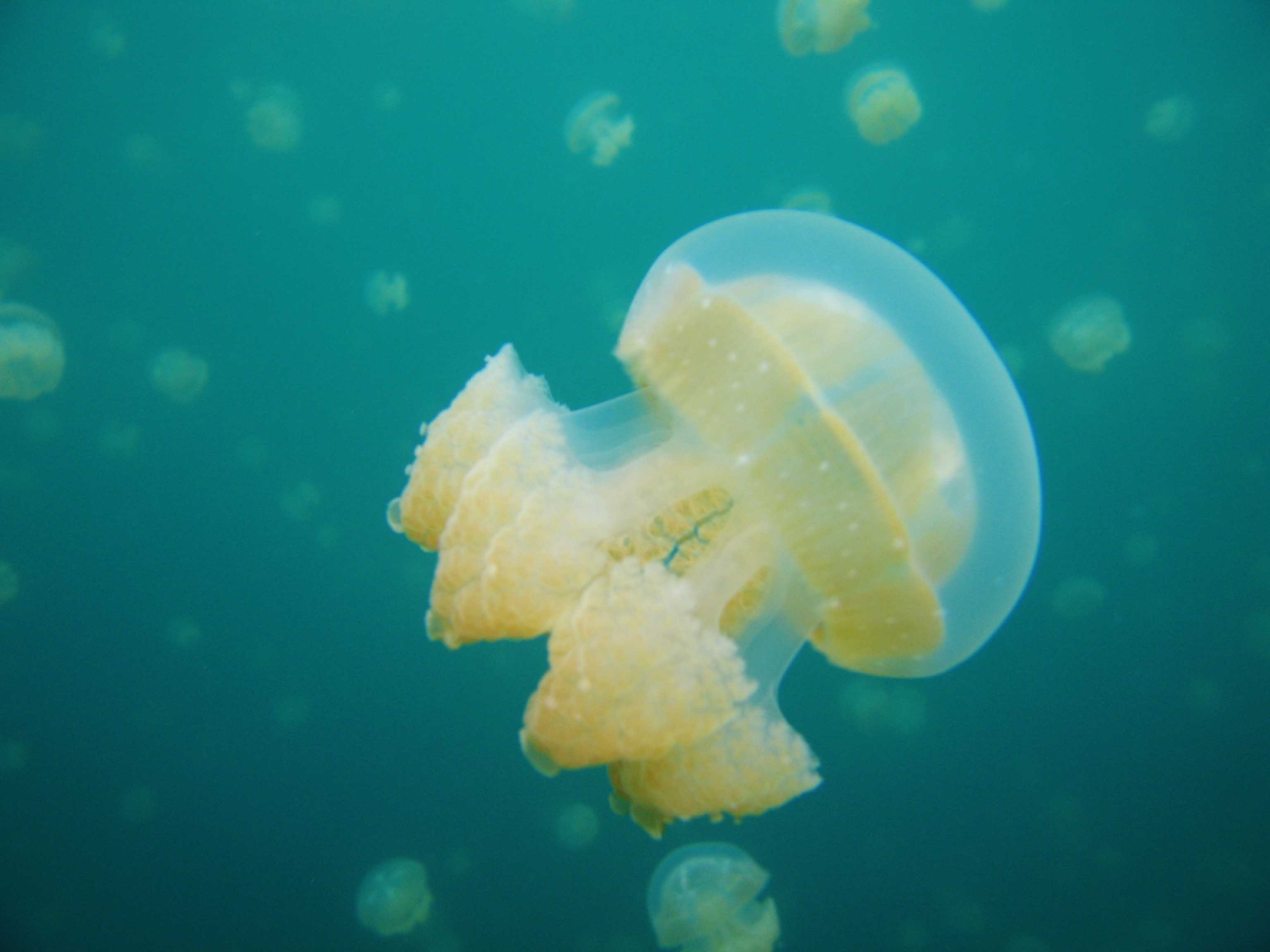
Медуза-корнерот Catostylus обладает обширной студенистой мезогелеей, функционирующей как скелет

Мезоглея (от др.-греч. μέσος — «средний» и γλοιός — «липкое, клейкое вещество») — сильно обводнённая соединительная ткань, залегающая между двумя эпителиями у кишечнополостных: стрекающих (Cnidaria) и гребневиков (Ctenophora). Основу мезоглеи составляет белок коллаген. Подобно мезохилу губок, часто содержит клетки, мигрировавшие из эпителиальных пластов.
Особенно хорошо развита мезоглея у планктонных форм — гребневиков и медуз, у которых она выполняет роль упругого скелета. У полипов стрекающих она часто представляет собой лишь тонкую прослойку между эпителиями и выполняет функции базальной пластинки, подстилающей клетки. Исключение составляют коралловые полипы, мезоглея которых может быть довольно обширной и содержать многочисленные мышечные волокна, а также минеральный или органический скелет и выделяющие его клетки.